# Cablaggio

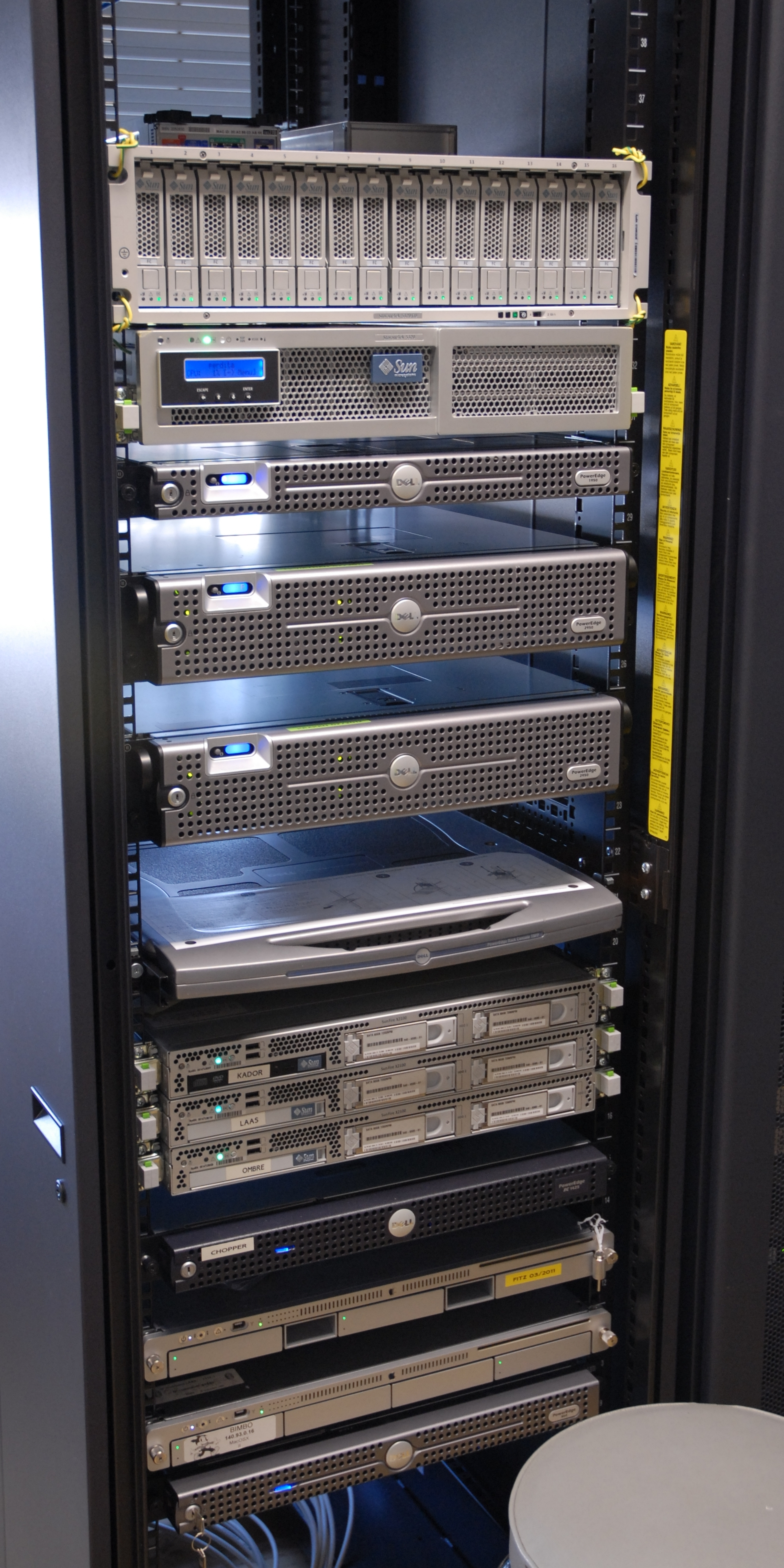
Armadio rack con server, router e switch

Il cablaggio, in elettrotecnica, informatica e telecomunicazioni, è l'insieme dei collegamenti e impianti fisici (cavi, connettori, permutatori, infrastrutture di supporto) che permettono l'interconnessione tipicamente nell'ambito di un edificio o un gruppo di edifici per la realizzazione di una rete (es. rete elettrica, rete telefonica, rete di telecomunicazioni, rete locale, ultimo miglio, MAN, WAN, ecc.).

## Descrizione

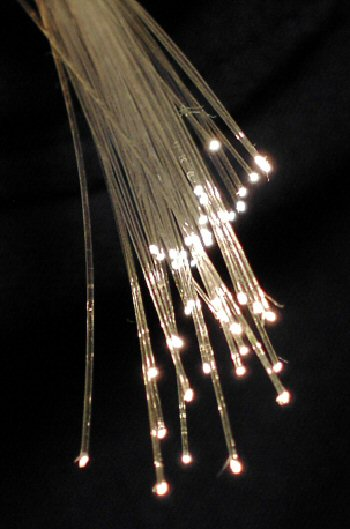
Fascio di fibre ottiche

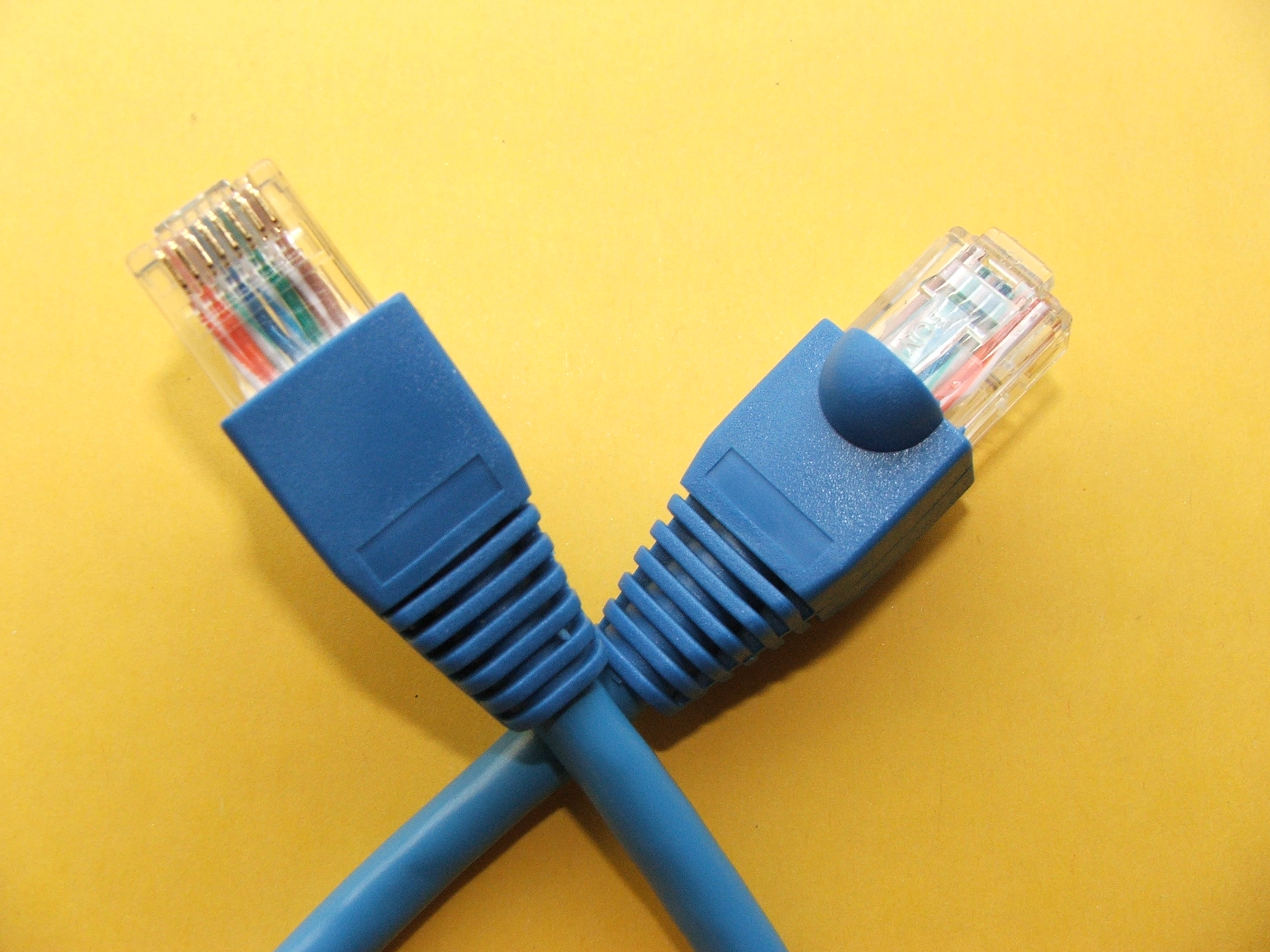
Connettori RJ-45

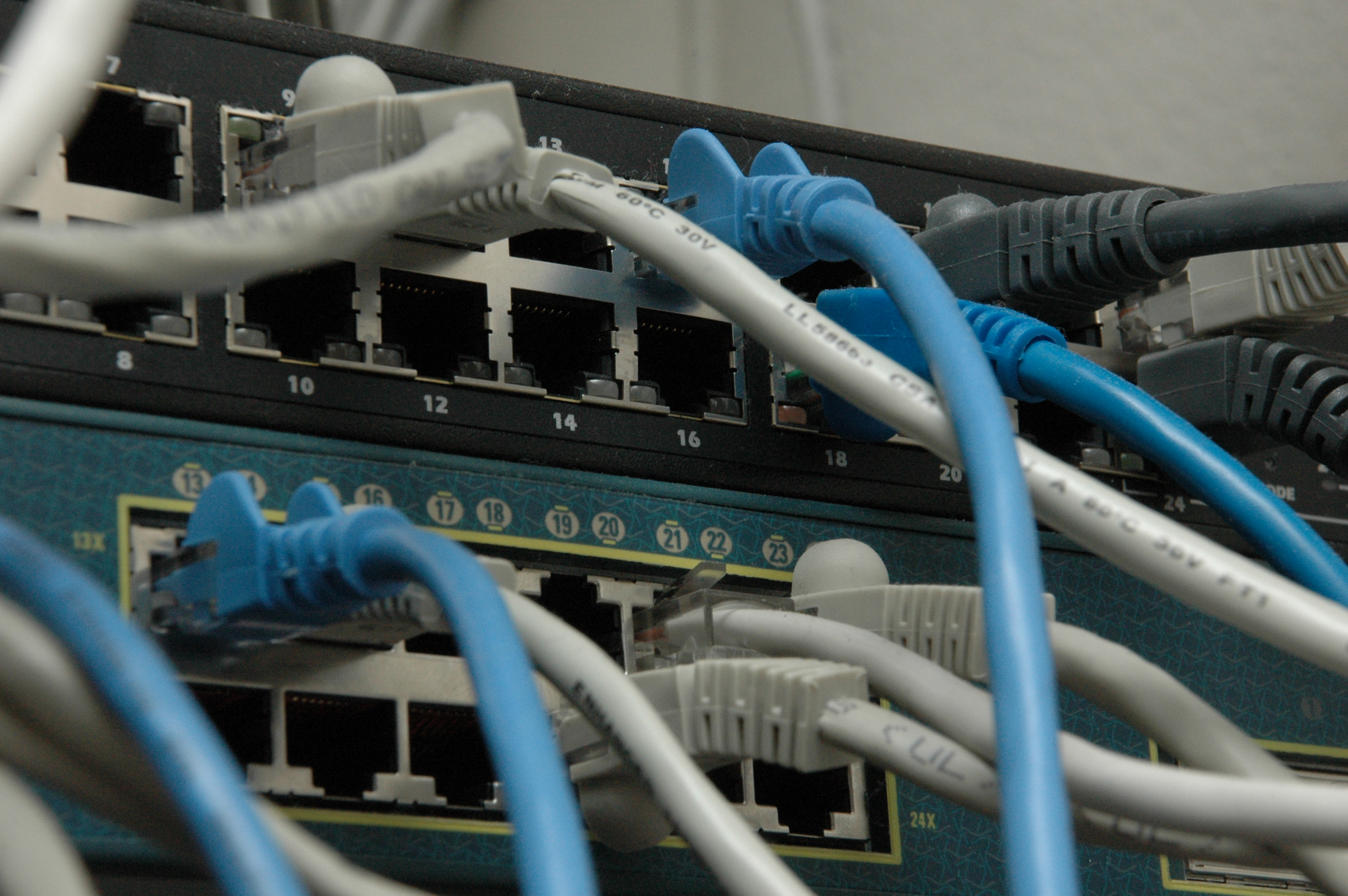
Switch di piano

Tra i primi esempi di cablaggio si possono citare le prime reti ethernet (dette 10Base5, thick cable), costituite da grossi cavi coassiali in rame, a cui i calcolatori dovevano essere collegati perforando la guaina esterna fino a raggiungere il connettore interno. Questi cablaggi avevano una topologia a bus.
È utilizzato nel collegamento di:
- apparecchiature elettriche allacciate, attraverso un impianto elettrico, alla rete elettrica esterna;
- terminali telefonici ovvero telefoni attraverso linee telefoniche dirette verso un centralino telefonico dell'edificio e da qui verso la rete telefonica pubblica;
- terminali (host) di rete sotto forma di una rete di calcolatori interna (LAN) eventualmente interallacciate verso l'esterno alla rete Internet tramite router o gateway.

Ognuna di queste infrastrutture di rete locali possiede differenze tecniche e tecnologiche di interconnessione. Le caratteristiche elettriche, le lunghezze dei cavi e dei connettori impiegati influenzano le tipologie di reti locali realizzabili.

### Cablaggio strutturato
Negli edifici destinati all'istruzione, lavoro, ospitalità e socialità ed, eventualmente anche per la normale vita domestica, vengono realizzati impianti di cablaggio strutturato: il termine "strutturato" significa, in pratica, cablaggio complesso e articolato, composto da cavi rigidi (adatti a essere posati e non manipolati come quelli morbidi) spesso schermati, realizzati con materiali professionali, che richiede progettazione specialistica e qualificata. Tali impianti sono destinati a supportare la realizzazione di tipi diversi di reti locali, inclusa ad esempio la rete telefonica ampliata o una rete locale (LAN) nonché i cavi per servire le antenne wireless. Gli impianti sono basati su doppini e connettori RJ-11 per i collegamenti telefonici (cavi di categoria 5 o superiore e connettori RJ-45 per reti LAN). Nelle fabbriche o siti produttivi di concezione avanzata si usa pure la fibra ottica, tecnologia impiegata anche per le reti di opere stradali o simili. I cavi hanno una lunghezza massima di 90 m, a cui vanno aggiunti 10 m per i cavi di permuta (lato apparato: EC Equipment Cable, e lato terminale: WAC Work Area Cable). Questo vincolo è dettato dalle caratteristiche della rete Ethernet.
Quando il cablaggio strutturato (che può essere posato nelle pareti interne, nelle canaline esterne, in pavimenti flottanti o nei soffitti) è installato in un nuovo o in ristrutturazione edificio il grande vantaggio che consente è la modularità e scalabilità pensata già in fase di progettazione: si fa in modo che, al crescere delle utenze da servire o della disposizione spaziale delle postazioni, sia semplice e veloce operare. Reticoli di canaline, pavimenti flottanti, pozzetti di concentrazione in numero elevato, scrivanie con passa cavi, ridondanza di punti-presa e antenne wireleess, abbondanza di armadi di piano o zona e altri accorgimenti servono proprio per questo scopo. Tutto questo evita il noto fenomeno della "rinfusa dei cavi", zone di ombra del wireless, switch sparsi nei vani, periodici spacchi alle pareti o alla pavimentazione, con le inevitabili perdite di qualità del segnale, di ordine negli spazi e di costi di manutenzione.
Per ogni postazione da servire, vengono posati uno o più cavi in apposite canaline nelle pareti, nei controsoffitti o nei pavimenti dell'edificio, fino a raggiungere un armadio di distribuzione di piano (nel gergo del cablaggio strutturato, Floor Distributor o FD ovvero cablaggio di piano orizzontale), solitamente si tratta di un rack standard da 19 pollici, che può ospitare sia permutatori sia apparati attivi.
Questi cavi sono attestati da una parte in un pannello di permutazione nell'armadio ricorrendo o meno ai connettori keystone, dall'altra in una placca a muro o a pavimento in prossimità della postazione utente. Collegando un cavo di permuta dal calcolatore alla presa a muro, e un altro dal permutatore ad uno switch, si crea un collegamento elettrico che permette di collegare il calcolatore alla rete. Sempre preferibile che i cavi terminino in un (patch panel e questi sia connesso ad uno switch.
Nel caso le dimensioni dell'edificio non permettano di servire tutte le utenze con un solo FD, i vari FD vengono collegati a un armadio di edificio (Building Distributor, BD), tramite cavi in rame e/o in fibra ottica (cablaggio verticale), anche questi attestati in permutatori (Patch panel). Gli switich di area o piano sono connessi a quello principale in parallelo, preferibilmente con cavo in fibra ottica.
Allo stesso modo, i diversi edifici di un isolato (o palazzina) sono collegati a un armadio di permutazione di isolato, o Campus Distributor, CD.
I locali che ospitano gli armadi di distribuzione dovrebbero avere caratteristiche adeguate per alimentazione elettrica (meglio se protetta da un gruppo di continuità), condizionamento, controllo d'accesso (sono luoghi privilegiati per intrusioni o per provocare malfunzionamenti della rete).

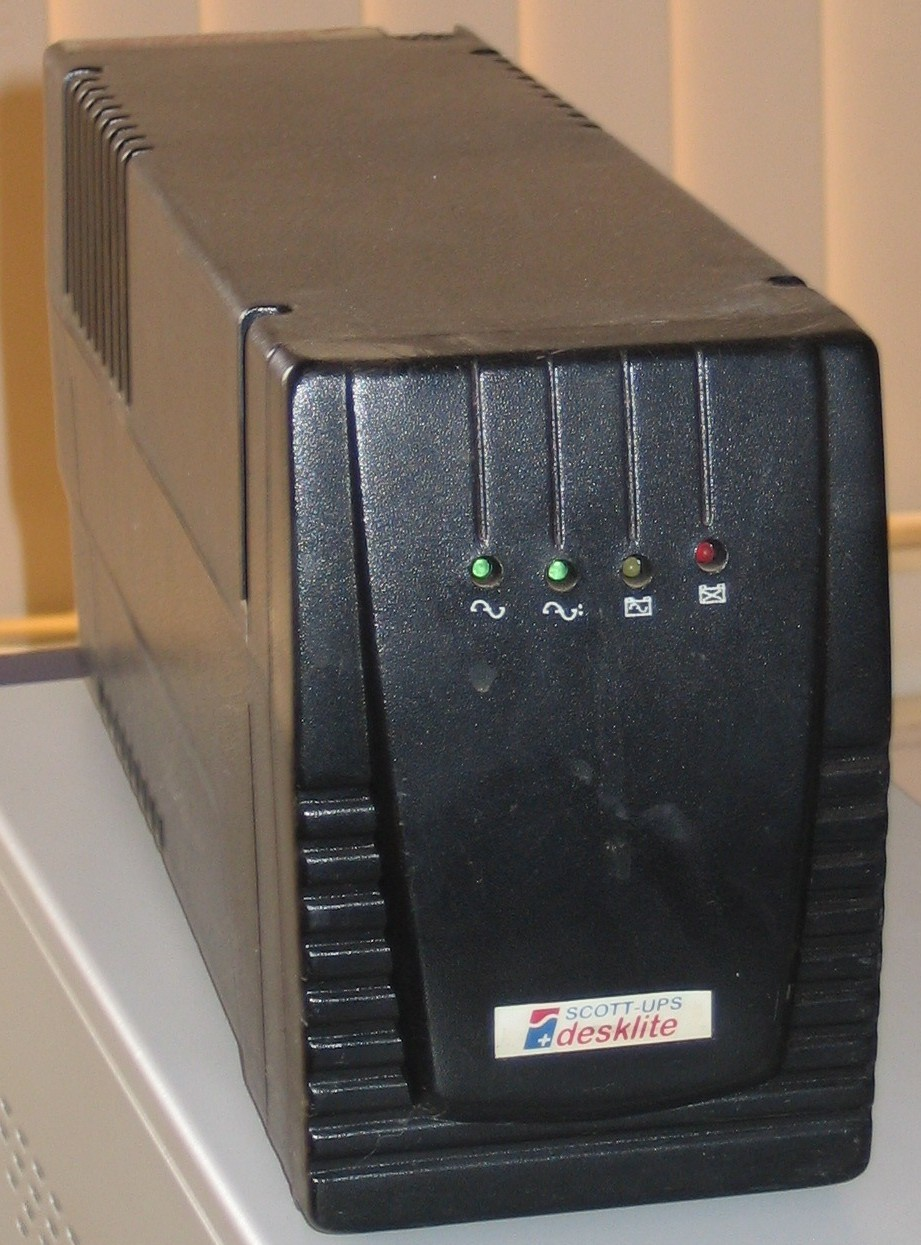
Piccolo gruppo di continuità

A seconda della legislazione vigente potrebbe essere necessaria una dichiarazione di conformità da parte dell'installatore qualificato mentre è sempre raccomandabile anche prescrivere e richiedere il rapporto qualità generato dallo strumento di misurazione delle proprietà di una rete LAN (certificazione rete dati strutturata tramite apparecchiatura analizzatore di cavo).